# 木下昌輝
木下 昌輝（きのした まさき、1974年9月1日 - ）は、日本の小説家。大阪府大阪市生まれ。奈良県出身。

## 略歴
奈良県立平城高等学校、近畿大学工学部建築学科卒業。
ハウスメーカー勤務を経てフリーライターとなる。大阪文学学校で小説を学び、2012年『宇喜多の捨て嫁』でオール讀物新人賞を受賞しデビュー。

## 受賞歴
太字は受賞
- 2012年『宇喜多の捨て嫁』第92回オール讀物新人賞受賞
- 2015年『宇喜多の捨て嫁』第152回直木三十五賞候補
- 2015年『宇喜多の捨て嫁』第4回歴史時代作家クラブ賞（新人賞）受賞
- 2015年『宇喜多の捨て嫁』第9回舟橋聖一文学賞受賞
- 2015年『宇喜多の捨て嫁』第2回高校生直木賞受賞
- 2015年『人魚ノ肉』第6回山田風太郎賞候補[1]
- 2015年『人魚ノ肉』第5回本屋が選ぶ時代小説大賞候補
- 2015年 咲くやこの花賞（文芸その他部門）受賞
- 2016年『戦国24時 さいごの刻』第6回本屋が選ぶ時代小説大賞候補
- 2017年『天下一の軽口男』第38回吉川英治文学新人賞候補
- 2017年『戦国24時 さいごの刻』第6回歴史時代作家クラブ賞（作品賞）候補
- 2017年『敵の名は、宮本武蔵』第30回山本周五郎賞候補
- 2017年『敵の名は、宮本武蔵』第157回直木三十五賞候補
- 2017年『敵の名は、宮本武蔵』第8回山田風太郎賞候補[2]
- 2018年『宇喜多の楽土』第159回直木三十五賞候補
- 2019年『天下一の軽口男』第7回大阪ほんま本大賞受賞
- 2019年『金剛の塔』第8回日本歴史時代作家協会賞（作品賞）候補
- 2019年『絵金、闇を塗る』第7回野村胡堂文学賞受賞
- 2020年『まむし三代記』第9回日本歴史時代作家協会賞（作品賞）受賞
- 2020年『まむし三代記』第26回中山義秀文学賞受賞
- 2020年『まむし三代記』第10回本屋が選ぶ時代小説大賞候補
- 2022年『孤剣の涯て』第12回本屋が選ぶ時代小説大賞受賞
- 2024年『愚道一休』第41回織田作之助賞大賞候補
- 2025年『秘色の契り』第172回直木三十五賞候補
- 2025年『愚道一休』第10回渡辺淳一文学賞受賞
- 2025年『愚道一休』で第44回新田次郎文学賞受賞[3]

## 作品
小説
- 『宇喜多の捨て嫁』文藝春秋、2014年 のち文庫化 宇喜多直家を描いたものほか短編集
- 『人魚ノ肉』文藝春秋、2015年 のち文庫化 坂本竜馬、沖田総司、近藤勇らを描く短編集
- 『天下一の軽口男』幻冬舎、2016年 のち文庫化 初代米沢彦八を描く。
- 『戦国24時 さいごの刻』光文社、2016年 のち文庫化 豊臣秀頼、伊達政宗、今川義元らを描く短編集
- 『敵の名は、宮本武蔵』KADOKAWA、2017年 のち文庫化 宮本武蔵を描く
- 『秀吉の活』幻冬舎、2017年 のち文庫化 豊臣秀吉を描く
- 『兵（つわもの）』講談社、2018年 のち文庫化 武田信玄、織田信長、真田昌幸らを描く連作短編集
- 『宇喜多の楽土』文藝春秋、2018年 のち文庫化 宇喜多秀家を描く
- 『絵金、闇を塗る』集英社、2018年 のち文庫化 幕末の浮世絵師絵金を描く
- 『炯眼に候』文藝春秋、2019年 のち文庫化 織田信長を描く
- 『金剛の塔』徳間書店、2019年 のち文庫化 金剛組をモチーフに描く連作長編
- 『戦国十二刻 始まりのとき』光文社、2019年 のち文庫化 竹中半兵衛、島津義弘、土岐頼芸らを描く短編集
- 『信長、天を堕とす』幻冬舎、2019年 のち文庫化 織田信長を描く
- 『まむし三代記』朝日新聞出版、2020年 のち文庫化 斎藤道三を描く
- 『戀童夢幻』新潮社、2020年 信長、千利休、家康ら戦国の猛者に対峙した流浪の芸能者を描く
- 『応仁悪童伝』角川春樹事務所、2021年 のち文庫化  山名宗全、細川勝元らが激突する応仁の京で生き抜く悪童達を描く
- 『孤剣の涯て』文藝春秋、2022年 のち文庫化　家康にかけられた「五霊鬼の呪い」、その呪詛者探索をする宮本武蔵を描く
- 『戦国十二刻 女人阿修羅』光文社、2022年　ガラシャら戦国の世に翻弄された七人の女性たちに迫る短編集
- 『剣、花に殉ず』KADOKAWA、2023年　塚原卜伝に始まる鹿島新当流兵法、その奥義「一の太刀」の伝承者・松軒を父に持つ雲林院弥四郎を描く
- 『愚道一休』 集英社、2024年　禅の道を究めんとしつつ風狂に生きた室町時代の破戒僧一休宗純の人生を描く
- 『秘色の契り』徳間書店、2024年　巨額の借財を抱える徳島藩、その藩政改革と経済立て直しを目指す藩主蜂須賀重喜と家臣団の奮闘を描く

新書
- 『信長 空白の百三十日』文春新書、2020年 信長公記をヒントに信長の知られざる空白期間を描く

## 出演

### 舞台
- なにげに文士劇2024 旗揚げ公演『放課後』（2024年11月16日、サンケイホールブリーゼ） - 栗原 役[4]